# Scopelarchoides signifer
Scopelarchoides signifer är en fiskart som beskrevs av Johnson, 1974. Scopelarchoides signifer ingår i släktet Scopelarchoides och familjen Scopelarchidae. Inga underarter finns listade i Catalogue of Life.